# Acianthera hystrix
Acianthera hystrix é  uma pequena espécie de orquídea (Orchidaceae) originária do Brasil, antigamente subordinada ao gênero Pleurothallis.

## Publicação e sinônimos
- Acianthera hystrix (Kraenzl.) F.Barros, Orchid Memories: 10 (2004).

Sinônimos homotípicos:
- Physosiphon hystrix Kraenzl., Ark. Bot. 16(8): 7 (1921).
- Cryptophoranthus hystrix (Kraenzl.) Garay, Arch. Jard. Bot. Rio de Janeiro 13: 34 (1954).
- Pleurothallis raduliglossa Pabst, Orquídea (Rio de Janeiro) 24: 44 (1962).
- Phloeophila hystrix (Kraenzl.) Garay, Orquideologia 9: 118 (1974).
- Acianthera raduliglossa (Pabst) Pridgeon & M.W.Chase, Lindleyana 16: 246 (2001), nom. superfl.
- Specklinia hystrix (Kraenzl.) Luer, Monogr. Syst. Bot. Missouri Bot. Gard. 95: 261 (2004).
- Apoda-prorepentia hystrix (Kraenzl.) Luer, Monogr. Syst. Bot. Missouri Bot. Gard. 112: 86 (2007).

Sinônimos heterotípicos:
- Cryptophoranthus hoehnei Schltr., Arch. Bot. São Paulo 1: 198 (1926).